# Șerban Mihăilescu
Petru Șerban Mihăilescu (n. 8 martie 1944, București, România) este un fost senator român în legislatura 2012-2016. În legislatura 2008-2012, Petre Șerban Mihăilescu a fost  ales în județul Teleorman, colegiul nr. 1 Turnu Măgurele - Zimnicea. În legislatura 2004-2008 a fost ales senator în județul Teleorman pe listele partidului PSD. În legislatura 1996-2000, Șerban Mihăilescu a fost ales ca deputat în județul Botoșani pe listele partidului PDSR, iar în legislatura 2000-2004 a fost deputat pentru județul Prahova. În cadrul activității sale parlamentare, Petre Șerban Mihăilescu a fost membru în diverse grupuri parlamentare de prietenie: în legislatura 1996-2000, a fost membru în grupurile parlamentare de prietenie cu Republica Orientală a Uruguayului și Republica Federală Iugoslavia; în legislatura 2004-2008, a fost membru în grupurile parlamentare de prietenie cu Republica Cehă și Islanda; în legislatura 2008-2012 a fost membru în grupurile parlamentare de prietenie cu Republica Arabă Egipt, Republica Bulgaria și Republica Portugheză; în legislatura 2012-2016 a fost membru în grupurile parlamentare de prietenie cu Japonia, Muntenegru și Republica Ecuador.
Petru Șerban Mihăilescu este poreclit și Miki Șpagă.

## Ordine și medalii
- Legiunea de Onoare a Franței în grad de Ofițer.
- Ordinul Național Steaua României în grad de Cavaler.

## Cărți și lucrări de specialitate
- 20 de lucrări știintifice publicate în România și străinătate;

## Controverse
Pe 10 mai 2006 Direcția Națională Anticorupție l-a trimis în judecată pe Șerban Mihăilescu pentru luare de mită și nerespectarea regimului armelor și  munițiilor.
Pe 11 iunie 2012 Înalta Curte de Casație și Justiție l-a achitat definitiv pe Șerban Mihăilescu în acest dosar.